# Артинская улица
А́ртинская у́лица — улица и одна из основных магистралей в жилых районах «Северный промышленный» и «Горнозаводский» Железнодорожного административного района Екатеринбурга.

## Расположение и благоустройство
Артинская улица проходит с востока на запад. Начинается от Проспекта Космонавтов и заканчивается в жилом дворе микрорайона рядом с окончанием Подгорной улицы. Имеет соединение с Книжным проездом и улицей Мастеров и пересекается с Армавирской улицей.

## Транспорт

### Наземный общественный транспорт
По улице проходит маршрут автобуса №57-.

### Ближайшие станции метро
Действующих станций Екатеринбургского метрополитена на данной улице нет, линий метро к улице проводить не запланировано. Ближе всего расположены станции метро «Машиностроителей» (около 780 м) и «Уральская» (примерно в 1380 м).